# Nesaea passerinoides
Nesaea passerinoides là một loài thực vật có hoa trong họ Lythraceae. Loài này được (Welw. ex Hiern.) Koehne mô tả khoa học đầu tiên năm 1882.